# Mohsen Hosseini
Mohsen Hosseini (sinh 9 tháng 2 năm 1985) là một hậu vệ bóng đá người Iran ở Sowme'eh Sara thi đấu cho Gostaresh Foulad ở Persian Gulf Pro League.